# Barbadoskirsebær-ordenen
Barbadoskirsebær-ordenen (Malpighiales) er en orden af dækfrøede planter, som omfatter følgende familier:
| Familier |

- Ixonanthaceae
- Achariaceae
- Balanopaceae
- Barbadoskirsebær-familien (Malpighiaceae)
- Bonnetiaceae
- Caryocaraceae
- Chrysobalanaceae
- Clusiaceae
- Ctenolophonaceae
- Dichapetalaceae
- Bækarve-familien (Elatinaceae)
- Coca-familien (Erythroxylaceae)
- Euphroniaceae
- Goupiaceae
- Humiriaceae
- Hør-familien (Linaceae)
- Irvingiaceae
- Koka-familien (Erythryloxaceae)
- Lacistemaceae
- Lophopyxidaceae
- Malesherbiaceae
- Mangrovetræ-familien (Rhizophoraceae)
- Medusagynaceae
- Fugleøjebusk-familien (Ochnaceae)
- Pandaceae
- Passionsblomst-familien (Passifloraceae)
- Peridiscaceae
- Perikon-familien (Hypericaceae)
- Phyllanthaceae
- Picodendraceae
- Pile-familien (Salicaceae)
- Podostemaceae
- Putranjivaceae
- Quiinaceae
- Rafflesiaceae
- Trigoniaceae
- Turneraceae
- Viol-familien (Violaceae)
- Vortemælk-familien (Euphorbiaceae)

I det ældre Cronquists system var disse familier were spredt mellem flere ordener, hvoraf ikke særligt mange tilhørte Rosidae. De mest bemærkelsesværdige var Polygalales, Violales, Theales, Linales og Euphorbiales.